# Trio Arrels de Menorca
El Trio Arrels de Menorca és un trio musical d'Es Castell, Menorca, format el 2004 i dedicat a cançons menorquines, boleros, ranxeres, serenates i havaneres, entre d'altres. Està format per Amador Simonet Tur, David Serra Salom i Benito Cacho Sintes. El fundador de Los Parranderos, Floreal Torres, proporciona al trio ajuda professional i musical. El 2009 i el 2012 van participar en l'anual Cantada d'Havaneres de Calella de Palafrugell. El 2011 va deixar el grup David Serra, i va ser substituït per Kiko Carreras.

## Discografia[5]
- Trio Arrels de Menorca (2007)[6]
- Poble (2009), amb cançons inèdites del poeta Tòfol Mus Reynés[7]
- Sa Gran Nit (amb Lluís Sintes) (2010)[8]
- De Menorca a l'Empordà (2016)